# Vasilije Bošković
Vasilije Bošković, črnogorski general, * 21. februar 1916, † 1997.

## Življenjepis
Pred vojno je končal Nižjo šolo Vojaške akademije in stopil v Višjo šolo, ko je izbruhnila aprilska vojna. Leta 1941 je vstopil v NOVJ in KPJ.
Po vojni je končal šolanje na Višji vojaški akademiji JLA in na Vojni šoli JLA. 